# 柳津城
柳津城（やないづじょう）は、岐阜県岐阜市柳津町本郷2丁目（旧羽島郡柳津町）にあった戦国時代の日本の城。

## 歴史
築城時期は文亀年間（1501年頃）といわれている。城主の竹腰摂津守は斎藤氏に仕えていたが、弘治2年（1556年）の長良川の戦いで戦死し、城主は叔父の成吉摂津守尚光にかわる。成吉摂津守尚光（のちに竹腰尚光に改名）も斉藤氏に仕える。
戦国時代、この地は尾張国であったが、斎藤氏の勢力下であり、斎藤氏と織田氏の戦いの最前線であった。
旧柳津村の地名には、一ヶ城、七ヶ城という地名が残っていたが、これは柳津城の出城や砦があった場所といわれている。

## 現代
城址は光沢寺の境内にあるが、石碑のみ残る。